# Kabinett Tantzen I
Das Kabinett Tantzen I bildete vom 21. Juni 1919 bis zum 17. April 1923 (geschäftsführend seit 28. März 1923) die Landesregierung des Freistaates Oldenburg.
| Amt | Name                               | Partei    |
| --- | ---------------------------------- | --------- |
| Ministerpräsident Auswärtiges und Inneres Auswärtiges, Inneres, Kirchen und Schulen ab 1. Oktober 1921 | Theodor Tantzen                    | DDP       |
| Justiz, Kirchen und Schulen                                                                            | Otto Graepel bis 9. September 1921 | parteilos |
| Finanzen und Handel Justiz, Finanzen und Handel ab 11. Oktober 1922                                    | Dr. Franz Driver                   | Zentrum   |
| Soziale Fürsorge und Verkehr Justiz, Soziale Fürsorge und Verkehr 1. Oktober 1921 bis 11. Oktober 1922 | Julius Meyer                       | SPD       |